# Fútbol en Venezuela

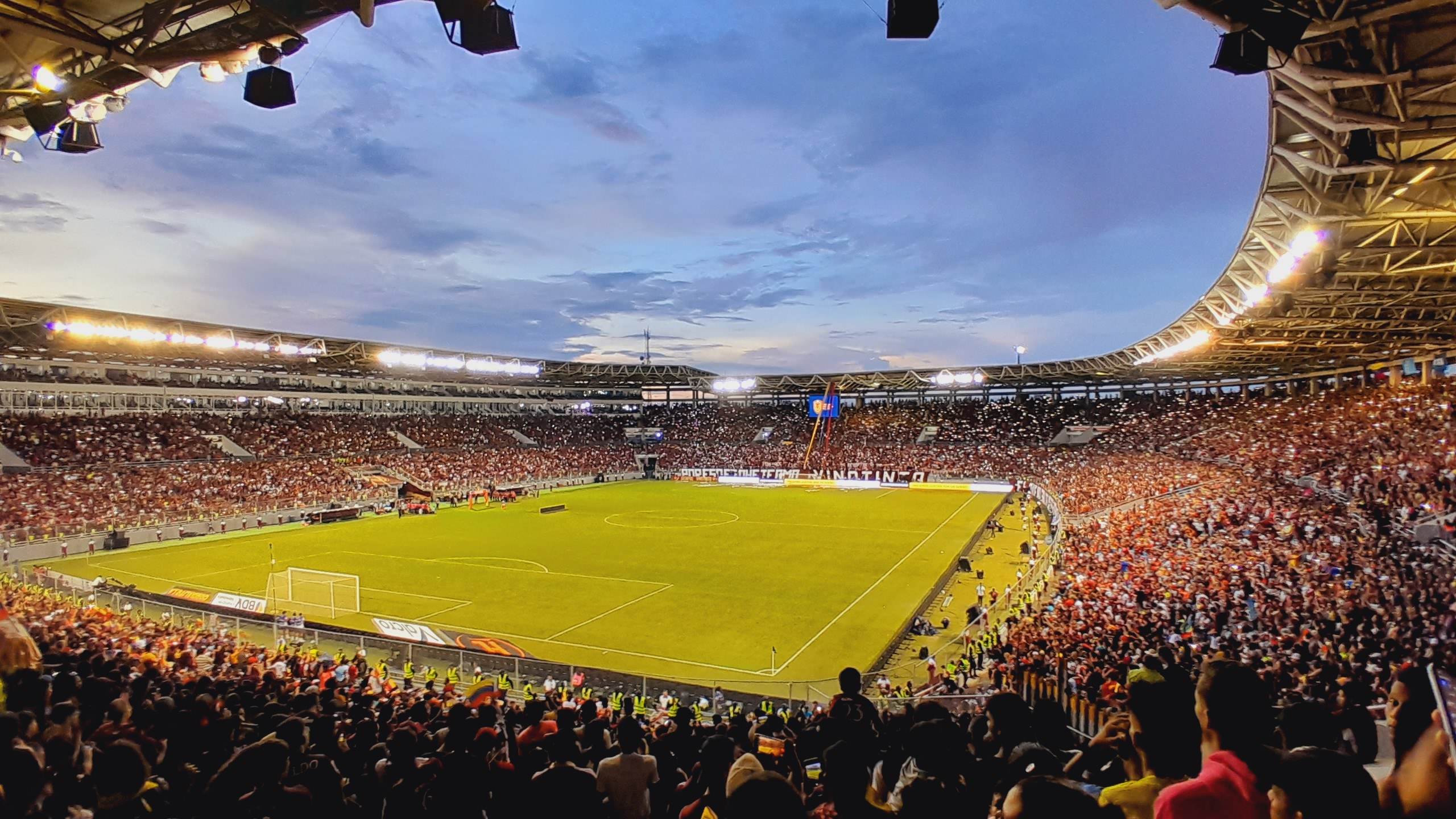
Estadio Monumental de Maturín durante la previa de un partido entre Venezuela y Ecuador, en 2023.

El fútbol en Venezuela es uno de los deportes más populares en el país, siendo este el deporte de mayor crecimiento desde inicios del actual milenio.

## Historia del fútbol
Llegó al igual que a muchos países del mundo, con los viajeros de Europa, quienes con el deseo de explotar la minería y el caucho por los altos del río Orinoco se entretenían jugando con un balón, en los terrenos de los campamentos de la zona, en los pocos ratos libres de su dura existencia, sobre finales del siglo XIX.
De acuerdo a la tradición oral, El Correo del Yuruari (publicación semanal del estado Bolívar), habría publicado el 16 de julio de 1876 una nota sobre una exhibición de «un sport llamado foot-ball», con motivo de la celebración del Día de la Virgen del Carmen, en El Caratal, ubicada muy cerca de la mina «Perú», en El Callao. Este primer encuentro de fútbol habría sido organizado por un maestro galés de nombre A.W. Simpson, quien trabajaba para las compañías explotadoras del oro en la región, con la participación de trabajadores ingleses, franceses, alemanes e italianos. Sin embargo, no existe respaldo documental alguno de esta historia, y El Correo del Yuruari tuvo su primer número el año siguiente, es decir, en 1878.

### Era Amateur
El fútbol se radicó en la ciudad de Caracas donde comenzaron a conformarse los primeros equipos en 1902. Posteriormente, inmigrantes de diversas naciones europeas, principalmente Portugal, España e Italia, crearon el primer torneo profesional de fútbol venezolano con seis equipos: Universidad, La Salle, Banco Obrero, Deportivo Español, Catalonia y Deportivo Vasco.
A partir de 1920, se empezarían a organizar los primeros campeonatos en Caracas con una gran cantidad de equipos de poca duración, como el Arizona, Nacional City, Filadelfia, New Orleans, Centro Atlético, Caracas SC, Olímpico y el América.
Para 1922, se une el Venzóleo que fue fundado en 1920 y para 1923 se incorporan oncenas de La Guaira y Los Teques, tales como el Vargas (Maiquetía), el Royal (La Guaira) y el Liceo San José (Los Teques). El crecimiento de equipos sin nivel de categoría y la dificultad para organizar los encuentros oficiales conlleva a crear el «Alto Tribunal de Foot Ball».
El auge del balompié en Caracas motivó a los dirigentes del «Alto Tribunal de Honor» y de los equipos capitalinos a la conformación de la Federación Nacional de Fútbol en 1925.
El 1º de diciembre de 1925, se efectuó una reunión a la que asistieron representantes del Centro Atlético, Venzóleo, Venezuela, Caracas Sport, Barcelona, Loyola, Unión, Nueva Esparta, Alianza, Campeador y Libertad, y se eligió la Junta Directiva resultando electo como Presidente el Capitán Juan Jones Parra, vicepresidente Víctor Brito Alfonzo, Secretario Padre Feliciano Gastamiza y Tesorero Henry Rodemaker. Así nació la Federación Nacional de Fútbol, que se encargaría de conducir el balompié de manera oficial a partir de 1926, en que se organiza el primer campeonato, el cual se inauguró el domingo 31 de enero con el encuentro entre el Centro Atlético y Venzoleo.

### Era Profesional
La falta de una estructura organizativa llevó a desaparecer a la Federación Nacional y esta dio paso a la Liga Venezolana de fútbol, en 1932, la cual funcionó hasta finales de 1938. Para 1939, se nombra la Asociación Nacional de Fútbol. Luego, en 1951, se inicia el nuevo cambio organizativo del balompié nacional y se constituye la actual Federación Venezolana de Fútbol, la cual recibe el reconocimiento de la FIFA y el Comité Olímpico Venezolano a finales del mes de noviembre.
La junta directiva de esta primera FVF como tal, estuvo constituida de la siguiente forma:
- Presidente: Capitán Tulio Salgado Ayala
- Vicepresidente: Ildemaro Ramos Rivas
- Secretario General: Pedro Cabello Gibbs
- Secretario de Fichas: Rómulo Hernández
- Comisionado de Fútbol Profesional: Roberto de la Terga
- Comisionado de Fútbol Amateur: Ing. Gustavo Maggi
- Alto Tribunal de Apelación: Dr. Martín Ayala Aguerrevere, Obardo León Ponte e Ignacio Luis Arcaya 
  - Suplentes: Dr. Jesús María Estacio, Roberto Todt y Leopoldo Márquez
- Consultor jurídico: Dr. Marcano Batistini

Después de la Segunda Guerra Mundial, llegaron muchos europeos a Venezuela, especialmente durante la presidencia de Pérez Jiménez y empezó el llamado «Fútbol Colonial», que dio un enorme impulso a la asistencia de público en los estadios venezolanos. 

Mino D'Ambrosio (a la izquierda) con el Rey Pele' (a la derecha) celebrando la victoria del Deportivo Italia en el Maracana' en 1971 junto al presidente de la Federación Venezolana de Futbol, Asdrubal Olivares (en el centro)

El nivel del futbol venezolano creció enormemente con estos equipos "coloniales", llegando a conseguir resultados mundialmente famosos como en el Pequeño Maracanazo, cuando en 1971 un equipo italo-venezolano venció al equipo campeón de Brasil en el mismo Maracana.

## Fútbol de clubes

### Sistema de ligas
El balompié profesional en Venezuela tiene tres niveles diferentes: Primera División, Segunda División y Tercera División.
La Primera División cuenta desde la temporada 2007-2008 con 18 equipos, y se divide en Torneo Apertura (disputado entre agosto y diciembre de cada año) y el Torneo Clausura (disputado entre enero y mayo). Los campeones de cada Torneo se miden en la final, disputada a partidos de ida y vuelta, definiendo el campeón del fútbol venezolano.
La Segunda División está en un proceso de modificación, y se espera que sea ampliada a 16 equipos, con un formato igual al de la Primera División, con torneos Apertura y Clausura  una tabla única. Hasta el campeonato pasado se jugó con dos grupos.
En Tercera División los equipos son divididos por ubicación geográfica, y el campeonato pasado fue incluida por 22 equipos, entre los cuales se incluyeron algunos jugadores de Primera. Para la 2008-2009 se espera que tenga una ampliación que puede llegar a los 36 equipos, fortaleciendo el «árbol» del fútbol profesional venezolano a más de 80 equipos, y más de 70 instituciones diferentes.

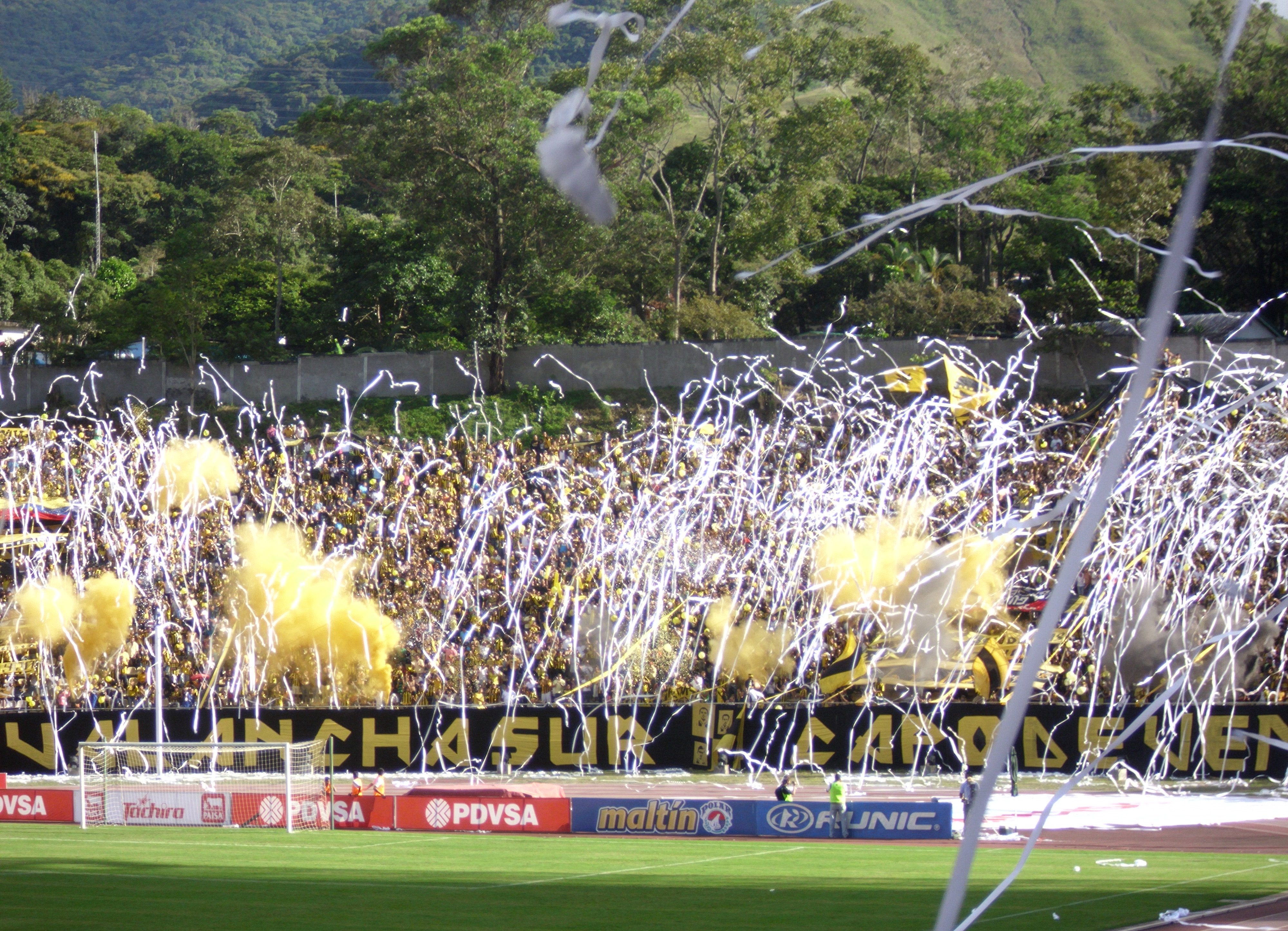
Avalancha Sur. Fanáticos del Deportivo Táchira por la penúltima fecha del Torneo Apertura, en 2010.

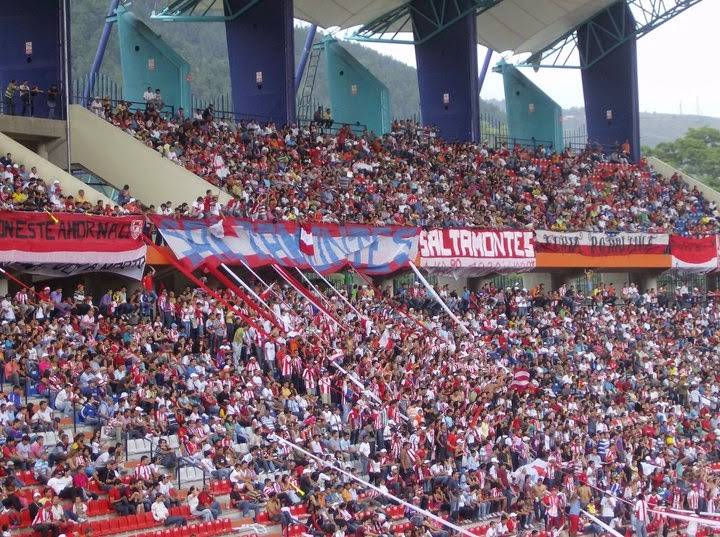
Infierno Akadémico. Fanáticos del equipo Estudiantes de Mérida.

### Clásicos entre clubes

#### Rivalidades
- Clásico Europeo: Deportivo Italia (dspa.) vs Deportivo Portugués (dspa.)
- Clásico Añejo: Estudiantes de Mérida vs Portuguesa Fútbol Club
- Clásico del Fútbol Venezolano: Caracas Fútbol Club vs Deportivo Táchira

#### Clásicos Regionales
- Clásico Andino: Deportivo Táchira vs Estudiantes de Mérida
- Clásico del Sur: Mineros de Guayana vs Minervén Sport Club (dspa.)
- Clásico Oriental: Mineros de Guayana vs Monagas Sport Club
- Clásico del Centro: Aragua Fútbol Club vs Carabobo Fútbol Club
- Clásico Andino-Llano: Deportivo Táchira vs Zamora Fútbol Club
- Clásico Llanero: Portuguesa Fútbol Club vs Zamora Fútbol Club

#### Clásicos Locales
- Clásico de la Montaña: Estudiantes de Mérida vs Universidad de los Andes F.C. (dspa.)
- Clásico Caraqueño: Caracas Fútbol Club vs Metropolitanos Futbol Club
- Clásico Portugueseño: Llaneros de Guanare (dspa.) vs Portuguesa Fútbol Club
- Clásico Margariteño: Margarita Futbol Club vs Deportivo Nueva Esparta

### Clubes con títulos oficiales
A continuación, se presenta una lista con los clubes que poseen títulos oficiales en el futbol profesional venezolano. Sin embargo, solo se tomara en cuenta los títulos obtenidos a partir de la creación de la Liga Mayor de Fútbol, en 1957, el cual es considerado como el inicio de los torneos de futbol a nivel profesional:
| Club                                      | Club                                  | Nacionales       | Nacionales       | Nacionales       | Nacionales       | Nacionales     | Nacionales     | Nacionales          | Nacionales          | Internacionales   | Internacionales   | Internacionales   | Internacionales   | Internacionales | Internacionales | Títulos | Títulos |
| Club                                      | Club                                  | Primera División | Primera División | Segunda División | Segunda División | Copa Venezuela | Copa Venezuela | Supercopa Venezuela | Supercopa Venezuela | Copa Libertadores | Copa Libertadores | Copa Sudamericana | Copa Sudamericana | Otros Títulos   | Otros Títulos   | Títulos | Títulos |
| Posición                                  | Nombre                                |                  |                  |                  |                  |                |                |                     |                     |                   |                   |                   |                   |                 |                 |         |         |
| ----------------------------------------- | ------------------------------------- | ---------------- | ---------------- | ---------------- | ---------------- | -------------- | -------------- | ------------------- | ------------------- | ----------------- | ----------------- | ----------------- | ----------------- | --------------- | --------------- | ------- | ------- |
| 1                                         | Caracas Fútbol Club                   | 12               | 5                | 1                | 0                | 5              | 3              | -                   | -                   | 0                 | 0                 | 0                 | 0                 | 0               | 0               | 17      |         |
| 2                                         | Deportivo Táchira                     | 11               | 9                | -                | -                | 1              | 4              | 0                   | 1                   | 0                 | 0                 | 0                 | 0                 | 0               | 0               | 12      |         |
| 3                                         | Deportivo Italia (dspa.)              | 5                | 7                | 0                | 0                | 3              | 1              | -                   | -                   | 0                 | 0                 | 0                 | '                 | 0               | 3               | 11      |         |
| 4                                         | Deportivo Galicia (dspa.)             | 4                | 5                | 3                | 1                | 5              | 1              | 0                   | 1                   | 0                 | 0                 | -                 | -                 | 1               | 1               | 10      |         |
| 5                                         | Portuguesa Fútbol Club                | 5                | 3                | 2                | 2                | 3              | 1              | -                   | -                   | 0                 | 0                 | -                 | -                 | 0               | 1               | 8       |         |
| 6                                         | Deportivo Portugués (dspa.)           | 4                | 3                | -                | -                | 2              | 2              | -                   | -                   | 0                 | 0                 | -                 | -                 | 0               | 1               | 6       |         |
| 7                                         | Marítimo de Venezuela (dspa.)         | 4                | 1                | 1                | 0                | 2              | 0              | -                   | -                   | 0                 | 0                 | -                 | -                 | 0               | 0               | 6       |         |
| 8                                         | Zamora Fútbol Club                    | 4                | 1                | 0                | 1                | 1              | 2              | -                   | -                   | 0                 | 0                 | 0                 | 0                 | -               | -               | 5       |         |
| 9                                         | Deportivo La Guaira                   | 1                | 0                | -                | -                | 3              | 0              | 1                   | 0                   | 0                 | 0                 | 0                 | 0                 | -               | -               | 5       |         |
| 10                                        | Estudiantes de Mérida                 | 2                | 7                | 0                | 0                | 2              | 5              | -                   | -                   | 0                 | 0                 | 0                 | 0                 | 0               | 1               | 4       |         |
| 11                                        | Mineros de Guayana                    | 1                | 2                | 1                | 0                | 3              | 2              | -                   | -                   | 0                 | 0                 | 0                 | 0                 | 0               | 0               | 4       |         |
| 12                                        | Valencia Fútbol Club (dspa.)          | 1                | 2                | 1                | 1                | 2              | 2              | 1                   | 0                   | 0                 | 0                 | -                 | -                 | -               | -               | 4       |         |
| 13                                        | Universidad de los Andes F.C. (dspa.) | 2                | 0                | 2                | 0                | 1              | 1              | -                   | -                   | 0                 | 0                 | -                 | -                 | -               | -               | 3       |         |
| 14                                        | Unión Deportiva Canarias (dspa.)      | 1                | 0                | -                | -                | 2              | 4              | -                   | -                   | 0                 | 0                 | -                 | -                 | 0               | 0               | 3       |         |
| 15                                        | Trujillanos Fútbol Club               | 0                | 3                | 1                | 1                | 2              | 4              | -                   | -                   | 0                 | 0                 | 0                 | 0                 | -               | -               | 2       |         |
| 16                                        | Zulia Fútbol Club (dspa.)             | 0                | 1                | 1                | 0                | 2              | 0              | -                   | -                   | 0                 | 0                 | 0                 | 0                 | -               | -               | 2       |         |
| 17                                        | Deportivo Anzoátegui (dspa.)          | 0                | 1                | 0                | 1                | 2              | 0              | -                   | -                   | 0                 | 0                 | 0                 | 0                 | -               | -               | 2       |         |
| 18                                        | Anzoátegui Fútbol Club (dspa.)        | 0                | 0                | 0                | 1                | 2              | 0              | -                   | -                   | -                 | -                 | -                 | -                 | -               | -               | 2       |         |
| 19                                        | Minervén Sport Club (dspa.)           | 1                | 3                | 0                | 2                | 0              | 1              | -                   | -                   | 0                 | 0                 | -                 | -                 | 0               | 0               | 1       |         |
| 20                                        | Unión Atlético Maracaibo (dspa.)      | 1                | 3                | 0                | 0                | 0              | 1              | -                   | -                   | 0                 | 0                 | 0                 | 0                 | -               | -               | 1       |         |
| Última actualización: 22 de marzo de 2025 |                                       |                  |                  |                  |                  |                |                |                     |                     |                   |                   |                   |                   |                 |                 |         |         |

| Otros equipos                                | Otros equipos                      | Otros equipos    | Otros equipos    | Otros equipos    | Otros equipos    | Otros equipos  | Otros equipos  | Otros equipos       | Otros equipos       | Otros equipos     | Otros equipos     | Otros equipos     | Otros equipos     | Otros equipos | Otros equipos | Otros equipos |         |
| Club                                         | Club                               | Primera División | Primera División | Segunda División | Segunda División | Copa Venezuela | Copa Venezuela | Supercopa Venezuela | Supercopa Venezuela | Copa Libertadores | Copa Libertadores | Copa Sudamericana | Copa Sudamericana | Otros Títulos | Otros Títulos | Títulos       | Títulos |
| Posición                                     | Nombre                             |                  |                  |                  |                  |                |                |                     |                     |                   |                   |                   |                   |               |               |               |         |
| -------------------------------------------- | ---------------------------------- | ---------------- | ---------------- | ---------------- | ---------------- | -------------- | -------------- | ------------------- | ------------------- | ----------------- | ----------------- | ----------------- | ----------------- | ------------- | ------------- | ------------- | ------- |
| 21                                           | Deportivo Español (dspa.)          | 1                | 2                | -                | -                | 0              | 1              | -                   | -                   | -                 | -                 | -                 | -                 | -             | -             | 1             |         |
| 22                                           | Deportivo Lara                     | 1                | 2                | -                | -                | 0              | 1              | -                   | -                   | 0                 | 0                 | 0                 | 0                 | -             | -             | 1             |         |
| 23                                           | Monagas Sport Club                 | 1                | 1                | 1                | 1                | 0              | 1              | -                   | -                   | 0                 | 0                 | 0                 | 0                 | -             | -             | 1             |         |
| 24                                           | Universidad Central F.C.           | 1                | 1                | 0                | 1                | 0              | 0              | -                   | -                   | 0                 | 0                 | -                 | -                 | -             | -             | 1             |         |
| 25                                           | Atlético Zulia (dspa.)             | 1                | 1                | -                | -                | -              | -              | -                   | -                   | 0                 | 0                 | -                 | -                 | -             | -             | 1             |         |
| 26                                           | Lara Fútbol Club (dspa.)           | 1                | 0                | 0                | 0                | 0              | 3              | -                   | -                   | 0                 | 0                 | -                 | -                 | -             | -             | 1             |         |
| 27                                           | Metropolitanos F.C.                | 1                | 0                | 1                | 1                | 0              | 1              | -                   | -                   | 0                 | 0                 | 0                 | 0                 | -             | -             | 1             |         |
| 28                                           | Atlético San Cristóbal (dspa.)     | 1                | 0                | 1                | 0                | 0              | 0              | -                   | -                   | 0                 | 0                 | -                 | -                 | -             | -             | 1             |         |
| 29                                           | Nacional Táchira (dspa.)           | 1                | 0                | 1                | 0                | -              | -              | -                   | -                   | 0                 | 0                 | -                 | -                 | -             | -             | 1             |         |
| 30                                           | Banco Agrícola y Pecuario (dspa.)  | 0                | 1                | -                | -                | 1              | 0              | -                   | -                   | -                 | -                 | -                 | -                 | -             | -             | 1             |         |
| 31                                           | Tiquire Flores Fútbol Club (dspa.) | 0                | 1                | -                | -                | 1              | 0              | -                   | -                   | -                 | -                 | -                 | -                 | -             | -             | 1             |         |
| 32                                           | Aragua Fútbol Club                 | 0                | 0                | 1                | 0                | 1              | 1              | -                   | -                   | -                 | -                 | 0                 | 0                 | -             | -             | 1             |         |
| 33                                           | Atlético Zamora (dspa.)            | 0                | 0                | 0                | 2                | 1              | 1              | -                   | -                   | -                 | -                 | -                 | -                 | -             | -             | 1             |         |
| 34                                           | La Salle Fútbol Club (dspa.)       | 0                | 1                | -                | -                | 0              | 1              | -                   | -                   | -                 | -                 | -                 | -                 | -             | -             | 0             |         |
| 35                                           | Pepeganga Margarita (dspa.)        | 0                | 1                | 1                | 0                | 0              | 0              | -                   | -                   | 0                 | 0                 | -                 | -                 | -             | -             | 0             |         |
| 36                                           | Carabobo Fútbol Club               | 0                | 1                | 0                | 2                | 0              | 0              | -                   | -                   | 0                 | 0                 | 0                 | 0                 | -             | -             | 0             |         |
| 37                                           | Estudiantes de Caracas (dspa.)     | 0                | 0                | 1                | 1                | 0              | 1              | -                   | -                   | -                 | -                 | 0                 | 0                 | -             | -             | 0             |         |
| 38                                           | Dos Caminos Sport Club (dspa.)     | 0                | 0                | -                | -                | 0              | 1              | -                   | -                   | -                 | -                 | -                 | -                 | -             | -             | 0             |         |
| 39                                           | Anzoátegui Fútbol Club (dspa.)     | 0                | 0                | -                | -                | 0              | 1              | -                   | -                   | -                 | -                 | -                 | -                 | -             | -             | 0             |         |
| 40                                           | Llaneros de Guanare (dspa.)        | 0                | 0                | 4                | 1                | 0              | 0              | -                   | -                   | -                 | -                 | 0                 | 0                 | -             | -             | 0             |         |
| Última actualización: 8 de diciembre de 2024 |                                    |                  |                  |                  |                  |                |                |                     |                     |                   |                   |                   |                   |               |               |               |         |

|  | Los títulos y subtítulos de la Segunda División no cuentan en el total de cada club. |

- : Campeón.
- : Subcampeón.
- Otros Títulos: 
 Desaparecidos: Copa Conmebol, Copa Merconorte, Copa Simón Bolívar.

### Títulos por Estado
| Estado                                    |    | Títulos |    | Subtítulos |
| ----------------------------------------- | -- | --- | -- | --- |
| Distrito Capital                          | 54 | Caracas Fútbol Club (17) Deportivo Galicia (dspa.) (10) Deportivo Italia (dspa.) (8) Deportivo Portugués (dspa.) (6) Marítimo de Venezuela (dspa.) (6) Unión Deportiva Canarias (dspa.) (3) Deportivo Español (dspa.) (1) Universidad Central F.C. (1) Metropolitanos F.C. (1) Banco Agrícola y Pecuario (dspa.) (1) | 44 | Caracas Fútbol Club (8) Deportivo Galicia (dspa.) (8) Deportivo Italia (dspa.) (8) Deportivo Portugués (dspa.) (6) Unión Deportiva Canarias (dspa.) (4) Deportivo Español (dspa.) (3) La Salle Fútbol Club (dspa.) (2) Marítimo de Venezuela (dspa.) (1) Universidad Central F.C. (1) Metropolitanos F.C. (1) Banco Agrícola y Pecuario (dspa.) (1) Estudiantes de Caracas (dspa.) (1) |
| Táchira                                   | 14 | Deportivo Táchira (12) Atlético San Cristóbal (dspa.) (1) Nacional Táchira (dspa.) (1) | 14 | Deportivo Táchira (14) |
| Portuguesa                                | 8  | Portuguesa Fútbol Club (8) | 5  | Portuguesa Fútbol Club (5) |
| Mérida                                    | 7  | Estudiantes de Mérida (4) Universidad de los Andes F.C. (dspa.) (3) | 14 | Estudiantes de Mérida (13) Universidad de los Andes F.C. (dspa.) (1) |
| Barinas                                   | 6  | Zamora Fútbol Club (5) Atlético Zamora (dspa.) (1) | 4  | Zamora Fútbol Club (3) Atlético Zamora (dspa.) (1) |
| Bolívar                                   | 5  | Mineros de Guayana (4) Minervén Sport Club (dspa.) (1) | 8  | Mineros de Guayana (4) Minervén Sport Club (dspa.) (4) |
| La Guaira                                 | 5  | Deportivo La Guaira (5) | 0  | |
| Zulia                                     | 4  | Zulia Fútbol Club (dspa.) (2) Unión Atlético Maracaibo (dspa.) (1) Atlético Zulia (dspa.) (1) | 6  | Unión Atlético Maracaibo (dspa.) (4) Zulia Fútbol Club (dspa.) (1) Atlético Zulia (dspa.) (1) |
| Carabobo                                  | 4  | Valencia Fútbol Club (dspa.) (4) | 5  | Valencia Fútbol Club (dspa.) (4) Carabobo Fútbol Club (1) |
| Anzoátegui                                | 4  | Deportivo Anzoátegui (dspa.) (2) Anzoátegui Fútbol Club (dspa.) (2) | 2  | Deportivo Anzoátegui (dspa.) (1) Anzoátegui Fútbol Club (dspa.) (1) |
| Trujillo                                  | 2  | Trujillanos Fútbol Club (2) | 7  | Trujillanos Fútbol Club (7) |
| Lara                                      | 2  | Deportivo Lara (1) Lara Fútbol Club (dspa.) (1) | 6  | Deportivo Lara (3) Lara Fútbol Club (dspa.) (3) |
| Aragua                                    | 2  | Tiquire Flores Fútbol Club (dspa.) (1) Aragua Fútbol Club (1) | 2  | Tiquire Flores Fútbol Club (dspa.) (1) Aragua Fútbol Club (1) |
| Monagas                                   | 1  | Monagas Sport Club (1) | 2  | Monagas Sport Club (2) |
| Nueva Esparta                             | 0  | | 1  | Pepeganga Margarita (dspa.) (1) |
| Miranda                                   | 0  | | 1  | Dos Caminos Sport Club (dspa.) (1) |
| Última actualización: 22 de marzo de 2025 |    | |    | |

### Torneos Femeninos

#### Clubes con títulos oficiales
A continuación, se presenta una lista con los clubes femeninos que poseen títulos oficiales en el futbol profesional venezolano. Sin embargo, solo se tomara en cuenta los títulos obtenidos a partir de la creación de la Superliga femenina de fútbol, en 2017, la cual es considerada como el inicio de los torneos femeninos a nivel profesional:
| Club                                     | Club                           | Nacionales       | Nacionales       | Nacionales     | Nacionales     | Internacionales   | Internacionales   | Títulos | Títulos |
| Club                                     | Club                           | Primera División | Primera División | Copa Venezuela | Copa Venezuela | Copa Libertadores | Copa Libertadores | Títulos | Títulos |
| Posición                                 | Nombre                         |                  |                  |                |                |                   |                   |         |         |
| ---------------------------------------- | ------------------------------ | ---------------- | ---------------- | -------------- | -------------- | ----------------- | ----------------- | ------- | ------- |
| 1                                        | Caracas Fútbol Club            | 1                | 0                | 1              | 0              | 0                 | 1                 | 2       |         |
| 2                                        | Flor de Patria                 | 1                | 2                | -              | -              | 0                 | 0                 | 1       |         |
| 3                                        | ADIFFEM                        | 1                | 1                | -              | -              | 0                 | 0                 | 1       |         |
| 4                                        | Estudiantes de Guárico         | 1                | 0                | -              | -              | 0                 | 1                 | 1       |         |
| 5                                        | Estudiantes de Caracas         | 1                | 0                | -              | -              | 0                 | 0                 | 1       |         |
| 6                                        | Deportivo Lara                 | 1                | 0                | -              | -              | 0                 | 0                 | 1       |         |
| 7                                        | Hermanos Páez                  | 0                | 0                | 1              | 1              | -                 | -                 | 1       |         |
| 8                                        | Unión Local Andina Fútbol Club | -                | -                | 1              | 0              | -                 | -                 | 1       |         |
| 9                                        | Deportivo Táchira              | 0                | 1                | 0              | 1              | -                 | -                 | 0       |         |
| 10                                       | Madeira Lara Club              | 0                | 1                | -              | -              | -                 | -                 | 0       |         |
| 11                                       | Marítimo de La Guaira          | 0                | 1                | 0              | 0              | -                 | -                 | 0       |         |
| 12                                       | AFF Yurubí                     | -                | -                | 0              | 1              | -                 | -                 | 0       |         |
| 13                                       | Atlético Sport Club            | -                | -                | 0              | 0              | 0                 | 0                 | 0       |         |
| 14                                       | Yaracuyanos                    | -                | -                | -              | -              | 0                 | 0                 | 0       |         |
| Última actualización: 8 de marzo de 2025 |                                |                  |                  |                |                |                   |                   |         |         |

- : Campeón.
- : Subcampeón.

#### Títulos por Estado
| Estado                                   |   | Títulos                                            |   | Subtítulos                 |
| ---------------------------------------- | - | -------------------------------------------------- | - | -------------------------- |
| Distrito Capital                         | 3 | Caracas Fútbol Club (2) Estudiantes de Caracas (1) | 1 | Caracas Fútbol Club (1)    |
| Trujillo                                 | 1 | Flor de Patria (1)                                 | 2 | Flor de Patria (2)         |
| Miranda                                  | 1 | ADIFFEM (1)                                        | 1 | ADIFFEM (1)                |
| Guárico                                  | 1 | Estudiantes de Guárico (1)                         | 1 | Estudiantes de Guárico (1) |
| Lara                                     | 1 | Deportivo Lara (1)                                 | 1 | Madeira Lara Club (1)      |
| Anzoátegui                               | 1 | Hermanos Páez (1)                                  | 1 | Hermanos Páez (1)          |
| Mérida                                   | 1 | Unión Local Andina Fútbol Club (1)                 | 0 |                            |
| Táchira                                  | 0 |                                                    | 2 | Deportivo Táchira (2)      |
| La Guaira                                | 0 |                                                    | 1 | Marítimo de La Guaira (1)  |
| Yaracuy                                  | 0 |                                                    | 1 | AFF Yurubí (1)             |
| Última actualización: 8 de marzo de 2025 |   |                                                    |   |                            |

## Fútbol de selección
Un hito histórico en el país fue la organización de la Copa America 2007 y la selección de Venezuela logro el cuarto lugar en la Copa America de 2011. Venezuela también se clasificó por primera vez en la Copa Mundial de Fútbol Sub-20, disputada en Egipto, en 2009, y logro el subcampeonato en la Copa Mundial de Fútbol Sub-20 de Corea del Sur, en 2017. Aun así, la selección en toda su historia jamás ha logrado clasificar a los Campeonatos Mundiales ni a Copa Confederaciones.

## Estadios
A continuación, se presenta una lista de los 10 estadios de futbol con mayor aforo en Venezuela:
| N.º | Imagen | Estadio                       | Ciudad         | Entidad Federal  | Inaug. | Aforo  | Equipo(s) profesional(es)                                                                                      |
| --- | ------ | ----------------------------- | -------------- | ---------------- | ------ | ------ | --- |
| 1   |        | Monumental de Maturín         | Maturín        | Monagas          | 2007   | 51 796 | Monagas Sport Club                                                                                             |
| 2   |        | Metropolitano de Lara         | Cabudare       | Lara             | 2007   | 47 900 | Deportivo Lara                                                                                                 |
| 3   |        | Metropolitano de Mérida       | Mérida         | Mérida           | 2007   | 43 200 | Estudiantes de Mérida                                                                                          |
| 4   |        | CTE Cachamay                  | Ciudad Guayana | Bolívar          | 1980   | 41 600 | Mineros de Guayana                                                                                             |
| 5   |        | José Encarnación Romero       | Maracaibo      | Zulia            | 1968   | 40 800 | Deportivo Rayo Zuliano                                                                                         |
| 6   |        | Polideportivo de Pueblo Nuevo | San Cristóbal  | Táchira          | 1976   | 38 755 | Deportivo Táchira                                                                                              |
| 7   |        | José Antonio Anzoátegui       | Puerto La Cruz | Anzoátegui       | 1965   | 37 485 | Anzoátegui Fútbol Club                                                                                         |
| 8   |        | José Alberto Pérez            | Valera         | Trujillo         | 2005   | 25 000 | Trujillanos Fútbol Club                                                                                        |
| 9   |        | Agustín Tovar                 | Barinas        | Barinas          | 2007   | 24 936 | Zamora Fútbol Club                                                                                             |
| 10  |        | Olímpico de la UCV            | Caracas        | Distrito Capital | 1951   | 24 900 | Caracas Fútbol Club Metropolitanos Fútbol Club Universidad Central Fútbol Club Deportivo La Guaira Fútbol Club |